# KSV Baunatal
Kultur- und Sportverein Baunatal e.V. – niemiecki klub piłkarski z siedzibą w mieście Baunatal, grający w Hessenlidze, stanowiącej piąty poziom rozgrywek w Niemczech.

## Historia
Klub został założony w 1964 roku w wyniku fuzji KSV Altenritte i KSV Altenbauna. Nigdy nie występował w najwyższej klasie rozgrywkowej. Przez trzy sezony grał za to 2. Bundeslidze.

## Reprezentanci kraju grający w klubie
- Yusuf Barak
- Harez Habib
- Rudi Istenič
- Michael Mason

## Występy w2. Bundeslidze
| Sezon     | Poziom | Liga              | Miejsce      |
| --------- | ------ | ----------------- | ------------ |
| 1976/1977 | 2      | 2. Bundesliga Süd | 15.          |
| 1977/1978 | 2      | 2. Bundesliga Süd | 16.          |
| 1978/1979 | 2      | 2. Bundesliga Süd | 19. (spadek) |